# Arioald
Arioald (o Ariovald) (? - 636) va ser rei dels longobards i rei d'Itàlia (626-636).
Duc de Torí, del llinatge de Caupu, arrià, va ser marit de Gundeperga, la filla del rei Agilulf i de Teodolinda.
No es disposa d'informació sobre la vida de Arioald abans de l'ascensió al tron. Hi ha informes d'un primer matrimoni, però no se sap res de la seva dona, ni de cap possible descendent. És de suposar que es tractava d'un home de confiança d'Agilulf, a qui va succeir en el ducat de Torí i es va casar amb la seva filla Gundeperga. Durant els últims anys del regnat del seu predecessor Adaloald, que era germà de Gundeperga (fills d'Agilulf i Teodolinda), el seu cunyat Arioald va encapçalar la rebel·lió arriana contra l'intent de catolitzar als longobards dirigits per la reina mare Teodolinda, juntament amb el seu fill encara jove. A part dels motius religiosos, l'oposició a la política de Teodolinda derivava de la posterior renúncia de major expansió territorial a les zones d'Itàlia que es mantenien sota control romà d'Orient, política avalada pel Papa.
La revolta va esclatar obertament l'any 624 i va conduir ràpidament, entre 625 i 626, a l'afirmació d'Arioald, que va posar el regne sota el control arrià. Això va provocar la preocupació del papa Honori I, el qual va sol·licitar la intervenció de l'exarca romà d'Orient Isaac de Ravenna contra el nou rei. De fet, a palau es va formar una conjura, en la que era d'alguna manera involucrada la reina Gundeperga, amb el suport del duc de Friül, Thassos o Tassó. Arioald va frustrar la conspiració i va bandejar per un temps la seva dona lluny de Pavia, potser a Lomello.
Més tard, però, va cridar a Gundeperga i la va reintegrar en la seva dignitat. Això es correspon amb la política de conciliació iniciada per Arioald, que va restablir les relacions d'amistat amb el papa Honori i va mantenir una actitud d'equilibri entre catòlics i arrians. Jonàs, autor d'una biografia de sant Columbà, diu (II, 24) que Arioald havia quedat tan impressionat per la dignitat d'abat Bertulf de l'abadia de Bobbio que va renunciar, després de la reunió amb el rei, a l'enfrontament entre catòlics i arrians. Es tracta d'una interpretació en clau miraculosa de la política adoptada pel rei.
Arioald va retornar la capital d'Itàlia a Pavia i va aturar la invasió dels àvars al Friül. Durant el seu regnat va augmentar la influència del veí regne dels francs sobre els longobards. El seu govern va assegurar un període de pau i de consolidació del regne, que va durar una dècada. Arioald va morir l'any 636. El va succeir el duc de Brèscia, l'arrià de la casa dels Harodings, Rotari.